# Erlandia mexicana
Erlandia mexicana är en skalbaggsart som beskrevs av Noguera och Chemsak 2001. Erlandia mexicana ingår i släktet Erlandia och familjen långhorningar. Inga underarter finns listade i Catalogue of Life.